# گریته برگر
گریته برگر (آلمانی: Grete Berger؛ ‏ ۱۱ فوریهٔ ۱۸۸۳ – ۲۴ مهٔ ۱۹۴۴) بازیگر اهل اتریش بود. وی پس از به قدرت رسیدن حزب ناسیونال سوسیالیست کارگران آلمان، به سبب تبار یهودی‌اش دستگیر و در اردوگاه آشویتس کشته شد.
از فیلم‌هایی که وی در آن نقش داشته‌است، می‌توان به نیبه‌لونگ‌ها، جاسوسان، شبح، سرنوشت، سرزمین بی زن، متروپلیس و دکتر مابوزه: قمارباز اشاره کرد.